# 無垢の博物館 (施設)
無垢の博物館 (むくのはくぶつかん、土: Masumiyet Müzesi、英: The Museum of Innocence) はトルコのイスタンブール、ベイオール地区に隣接するチュクルジュマ通りにある博物館である。トルコのノーベル文学賞作家であるオルハン・パムクが自身の作品である同名の小説から名前を取って設立した。博物館は、小説に登場するイスタンブールの二つの家庭と密接に関連している。2014年には欧州最優秀美術館賞 (EMYA) を受賞した。
小説と博物館は1970年代から2000年代前半にかけてのイスタンブールの上流家庭の様子をうかがわせる。小説では、主人公の富裕層の青年ケマルがさほど裕福ではない従姉妹のフュスンに恋する様子が描かれ、博物館ではその恋にまつわる様々な小物などを展示している。その展示は、小説の登場人物に「使われ、着られ、聞かれ、見られ、集められ、また欲された全てのものが細部にいたるまで、箱にまとめられ、展示されている」。
博物館の収蔵物は1000点を超え、チュクルジュマ通りとダイバーズ通りの交差する角にある19世紀の建物に納められている。

## 経緯
パムクは1990年代中頃から、この博物館に納められるものの収集を始めていた。「フィクションの物語に登場する様々なものの実際の本物を博物館に展示し、それらにまつわる小説を書きたいと思っていた」と自身は述べている。博物館の収蔵物の中には、パムクが家族や友人から譲ってもらったものもあり、またイスタンブール市内あるいは国外から集めたものもあるが、どれがパムク自身に直接関わるものであるかは示していない。博物館のもつ物語は彼自身のことではなく連動する小説であり、「この博物館はオルハン・パムク博物館ではない」と述べている。収蔵品の収集は、小説が (トルコで) 出版された2008年で終了とされ、2012年4月にオープンした。

## 展示方針
博物館はイスタンブール市内のアンティークショップの並ぶ地域の細い路地に面し、1970年代のイスタンブール上級家庭に特徴的な日用品を展示している。展示は、小説を構成する83の各章に対応して行われている。これらの展示物は、小説内では主人公のケマルが、自身の恋い焦がれるフュスンにまつわるものとして時にはこそこそと集めるものである。展示されているものには、フュスンが吸ったとされる4,213個のタバコの吸い殻を納めた大きなガラスケース、いくつもの食塩の容器、小説に登場するイスタンブール市内各地の地図や風景画などがある。博物館は4階建てで、各階は小説内で物語が進む各時代に対応している。このように博物館は小説と密接に連動しているが、パムクは博物館と小説はそれぞれ独立して読み、体験することができるとして次のように述べている。「小説は博物館を訪れなくてもそれ自体として完結して内容を網羅しており、また博物館も小説を読まずともそれ自体でその内容を理解できる。」
パムクは当初から、博物館と小説の構想を同時に進めていた。博物館は小説に基づくものではなく、小説も博物館の展示を物語ったものではない。小説と博物館の境界が曖昧にされていることは、博物館のカタログ The Innocence of Objects と小説からも見て取れる。1990年代前半にパムクが彼が見てきた時代のものの収集を古物店やガラクタ市、あるいは友人たちの自宅などから始めたとき、次第に小説のプロットができてきた。小説に登場しそうなものを古物店の店頭などで見かけたら、それを購入しメモを取った。ときにはそれらにより小説に加えるべき新しいエピソードを思いつき、また作っていたエピソードに関連するものを探すこともあった。

### 博物館からの提言
カタログ The Innocence of Objects では密接に組み合った小説と博物館の構築と、パムクの宣言について書かれている。そこにおいてパムクは、「ルーブル美術館やエルミタージュ美術館のような国家規模の博物館から、小さな、より個人主義的でいわば安っぽく、大きな歴史の中にある一つ一つの物語を示す博物館へと交代することを提案し、博物館は「各個人の人間性を明かす」ために活動すべきであるとしている。